# Архангельская (Краснодарский край)
Архангельская — станица в Тихорецком районе Краснодарского края, образует Архангельское сельское поселение, являясь его административным центром.
Население 8163 чел. (2021).

## География
Станица расположена по берегам реки Челбас в степной зоне.
Железнодорожная станция Малороссийская расположена на линии Тихорецкая — Кавказская. Автотрасса «Кавказ» (М29, Е50) проходит в 1 км восточнее станицы.

## История
Село Архангельское было основано в 1801 году (по другим данным в 1798 году) крестьянами-переселенцами. В 1833 году село было преобразовано в станицу и причислено к Кавказскому линейному казачьему войску.
Статья из «ЭСБЕ» (конец XIX века):
Архангельская — станица Кубанской обл., Кавказского у., к С. З. от г. Ставрополя, при р. Челбасе. Число жит. 4546 об. пола и 525 двор. Станица основана в 1803 г.; жители занимаются разведением фруктовых садов; школа, мельниц водяных и ветряных — 33, лавок — 12, питейных заведений — 7.
В 1934-1953 годах станица являлась центром Архангельского района.

## Население
| 1939 | 1959    | 1979    | 2002  | 2010  | 2021  |
| ---- | ------- | ------- | ----- | ----- | ----- |
| 8978 | ↗11 950 | ↘10 285 | ↘9027 | ↘8714 | ↘8163 |

## Школы
В станице есть следующие школы:
- МБОУ СОШ № 33 ст. Архангельской — ул. Ленина, д. 6
- МБОУ ДО «Детская школа искусств ст. Архангельской» — ул. Первомайская, д. 45